# Hanna Fahl
Hanna Barbro Märta Fahl, född 23 oktober 1978 i Lidköping, är en svensk journalist och programledare i radio.
Fahl är verksam på Dagens Nyheter och har tidigare arbetat på Sveriges Radio P3 som programledare, bland annat för P3 Populär och P3 Pop, men också som nöjeskrönikör för SvD. Hon sjunger och spelar flöjt i popbandet Kissing Mirrors från Stockholm.
Som anställd på Dagens Nyheter har hon varit ansvarig för tidningens bevakning av Melodifestivalen och 2018 debuterade hon som författare med boken Melodifestivalen – från frack till folkfest som är en historisk översikt av festivalen.